# Adenoncos triloba
Adenoncos triloba är en orkidéart som beskrevs av Cedric Errol Carr. Adenoncos triloba ingår i släktet Adenoncos och familjen orkidéer. Inga underarter finns listade i Catalogue of Life.